# Jhonatan Esquivel
Jhonatan Esquivel (* 13. Oktober 1988 in El Pinar) ist ein uruguayischer Ruderer.

## Karriere
Esquivel gehört dem Verein Montevideo Rowing an. Nachdem er 2006 in Paraguay bei den dortigen Junioren-Südamerikameisterschaften an der Seite von Danilo Franggi, Emanuel Bouvier und Santiago Menese in der Klasse Offener Vierer den Titel gewann, ruderte er mit Danilo Franggi im Langriemen-Zweier ohne Steuermann in der Vorbereitung zu den Panamerikanischen Spielen beim Prepanamericano auf den Silberrang. Er war sodann Mitglied des uruguayischen Aufgebots bei diesen Panamerikanischen Spielen 2007. Im Folgejahr sicherte er sich bei den in Chile ausgerichteten Südamerikameisterschaften gemeinsam mit Germán Anchieri, Santiago Menese und Andrés Medina die Silbermedaille im Vierer und fügte seiner Erfolgsbilanz eine weitere Bronzemedaille im Einer-Wettbewerb hinzu. 2009 startete er nochmals bei den Junioren-Südamerikameisterschaften und gewann dort mit Menese eine Silbermedaille im offenen Zweier. Die Südamerikaspiele 2010 in Medellín verliefen für ihn ebenfalls sehr erfolgreich. Dort gewann er jeweils Silber im offenen Zweier, im offenen Vierer und in der Einzelkonkurrenz. Bei den Panamerikanischen Spielen 2011 gehörte er wiederum dem uruguayischen Team an. Esquivel war auch 2014 Teil der uruguayischen Mannschaft bei den Südamerikaspielen. Dort gewann er Bronze an der Seite von Santiago Menese, Ángel García und Mauricio López im Doppelvierer ohne Steuermann. Er nahm mit der uruguayischen Mannschaft an den Panamerikanischen Spielen 2015 in Toronto teil und belegte den 10. Platz. Bei den Olympischen Spielen 2016 erreichte er als Letzter des C-Finals den 18. Gesamtrang im Einer-Wettbewerb.

## Auszeichnungen
Im Rahmen der Ehrungen der besten uruguayischen Sportler des Zeitraums 2009–2010 („Deportista del Año“) wurde er am 28. März 2011 seitens des Comité Olímpico Uruguayo im Teatro Solís gemeinsam mit Santiago Menese als bester Sportler des Jahres 2009 in der Sparte „Rudern“ ausgezeichnet.